# When a Man Loves a Woman (Lied)
When a Man Loves a Woman ist der Titel der ersten und erfolgreichsten Single des Soulsängers Percy Sledge aus dem Jahre 1966.

## Entstehung
Der Titel lautete ursprünglich Why Did You Leave me, Baby? über eine von der Freundin beendete Partnerschaft, vorgetragen von Percy Sledge und seiner Begleitgruppe The Esquires Combo im Elks Club von Sheffield (Alabama). Als Sledge über seine verflossene Liebe während dieses Auftritts nachdachte und sentimental wurde, bat er seine Begleitband, einen langsamen Blues anzustimmen. Er improvisierte einen zur Melodiestruktur passenden Text und begeisterte hiermit das Publikum.
Die Region um Muscle Shoals (Alabama) war bekannt für ihre Soulmusik. Hier ist das berühmte Tonstudio FAME von Rick Hall beheimatet, das das anstehende Auftragsvolumen kaum bewältigen konnte. Deshalb gründete der ehemalige FAME-Mitarbeiter und Texter Quin Ivy im benachbarten Sheffield (Alabama) 1965 die Norala Sound Studios; sie übernahmen den von FAME nicht zu bewältigenden Auftragsbestand. Die anfängliche Studioausstattung war gebraucht (Ampex 351), als Toningenieur wurde der Trompeter und Gitarrist Marlin Greene eingestellt. Die erste Single aus dem neuen Tonstudio entstand für Jeanie Fortune, der Frau von Marlin Greene, mit dem Titel Angry Eyes (Januar 1966).
Quin Ivy hörte von dem vielversprechenden Stück mit dem unbekannten Sänger Percy Sledge und bat Sledge, den Titel und Text zu verändern. Das geschah spontan noch während der Aufnahmesession. Sledge ist jedoch nicht als Autor von When a Man Loves a Woman registriert, weil er die Rechte an Calvin Lewis (Bassist) und Andrew James Wright (Keyboards) als Mitglieder seiner Begleitband Esquires Combo übertragen hatte. Das hat Sledge später angesichts des enormen Erfolges bereut.
Am 17. Februar 1966 entstanden unter Aufsicht von Marlin Greene und Quin Ivy mit Percy Slede (Gesang) When a Man Loves a Woman / Love Me Like You Mean It (Atlantic 2326) in der Besetzung Marlin Greene (Gitarre), Don Srygley (Rhythmusgitarre), Larry Cartwright (Bass), Spooner Oldham (Orgel) und Roger Hawkins (Schlagzeug). Als Bläsersektion fungierten Jack Peck (Trompete), Billy Cofield/Don „Rim“ Pollard (Tenorsaxophon). Die leise Orgelarbeit auf einer Farfisa war Vorbild für A Whiter Shade of Pale von Procol Harum. Die eindringliche Orgel verleiht dem leidenschaftlich vorgetragenen Text seine gospel-ähnliche Spannung. Im Song werden absteigende Basslinien aus Johann Pachelbels Kanon und Gigue für 3 Violinen mit Generalbaß (PWC 37, T. 337, PC 358) verwendet, was häufig als Vorlage in der Popmusik gedient hat. Da die Bläsersektion erkennbar verstimmt war, erbat Jerry Wexler von Atlantic Records ein neues Take. Das wurde beim Versand verwechselt, so dass das alte Take wieder an Atlantic Records versendet wurde. Als der Song zum Nummer-eins-Hit wurde, ging Jerry Wexler von Atlantic Records davon aus, dass das Lied neu aufgenommen worden war und war überrascht, dass trotzdem die falsch klingende Originalfassung veröffentlicht wurde.

## Veröffentlichung
Die Erstveröffentlichung von When a Man Loves a Woman erfolgte als Single im März 1966 bei Atlantic Records. Diese erschien als 7″-Single mit der B-Seite Love Me Like You Mean It (Katalognummer: 70 170). Im gleichen Jahr erschien das Lied als Teil des gleichnamigen Studioalbums (Katalognummer: SD 8125). Im Jahr 1972 wurde die Single neu, mit der B-Seite My Special Prayer (Katalognummer: 10 231), aufgelegt sowie im Jahr 1987 mit der B-Seite Warm and Tender Love (Katalognummer: 11 426).

## Rezeption
Percy Sledges Single war die erste unabhängige und erfolgreiche Studioproduktion für Norala. Seine Version erhielt unter anderem einen BMI-Award.
Am 2. Mai 1966 kam mit When a Woman Loves a Man die Antwort von Esther Phillips (Atlantic 2335) auf den Markt.

## Kommerzieller Erfolg

### Chartplatzierungen
Die Single erreichte in der US-amerikanischen Billboard-Charts sowohl die Pop- als auch die Rhythm-&-Blues-Charts. Sie verblieb für zwei Wochen auf Rang eins der Billboard Hot 100 und für vier Wochen der R&B-Charts. In Großbritannien kam sie 1966 bis auf Platz vier. Als sie dort in einer Levi’s-Werbung vorkam, erreichte ihre Wiederveröffentlichung im Februar 1987 sogar Rang zwei.
| ChartsChartplatzierungen       | Höchstplatzierung | Wochen |
| ------------------------------ | ----------------- | ------ |
| Deutschland (GfK)              | 13 (13 Wo.)       | 13     |
| Schweiz (IFPI)                 | 21 (6 Wo.)        | 6      |
| Vereinigte Staaten (Billboard) | 1 (13 Wo.)        | 13     |
| Vereinigtes Königreich (OCC)   | 4 (17 Wo.)        | 17     |

| ChartsJahrescharts (1966)      | Platzierung |
| ------------------------------ | ----------- |
| Vereinigte Staaten (Billboard) | 20          |

### Auszeichnungen für Musikverkäufe
Bereits am 15. Juli 1966 wurde ihr durch die RIAA die Goldene Schallplatte verliehen. Mitte August 1966 waren bereits ohne besonderen Werbeaufwand über eine Million Exemplare verkauft.
| Land/Region                  | Auszeichnungen für Musikverkäufe (Land/Region, Auszeichnung, Verkäufe) | Verkäufe  |
| ---------------------------- | ---------------------------------------------------------------------- | --------- |
| Vereinigte Staaten (RIAA)    | Gold                                                                   | 1.000.000 |
| Vereinigtes Königreich (BPI) | Gold                                                                   | 400.000   |
| Insgesamt                    | 2× Gold ·                                                              | 1.400.000 |

## Coverversionen

### Coverversionen von Michael Bolton
Michael Boltons Coverversion erschien im September 1991 und avancierte zum Nummer-eins-Hit in den Vereinigten Staaten, Top-10-Erfolg im Vereinigten Königreich und wurde mit einem Grammy Award ausgezeichnet.
| ChartsChartplatzierungen       | Höchstplatzierung | Wochen |
| ------------------------------ | ----------------- | ------ |
| Deutschland (GfK)              | 52 (12 Wo.)       | 12     |
| Vereinigte Staaten (Billboard) | 1 (18 Wo.)        | 18     |
| Vereinigtes Königreich (OCC)   | 8 (9 Wo.)         | 9      |

| ChartsJahrescharts (1992)      | Platzierung |
| ------------------------------ | ----------- |
| Vereinigte Staaten (Billboard) | 54          |

### Weitere Coverversionen
Insgesamt existieren mindestens 80 Coverversionen. Zu erwähnen sind die Spencer Davis Group (LP Autumn '66; September 1966), Elgins (Oktober 1966), Johnny Hallyday (französischer Titel: Quand un homme perd ses rêves; Oktober 1966), Johnny Rivers (LP Whisky A-Go-Go Revisited; 1967), Marianne Rosenberg (1966) und Manuela jeweils mit dem deutschen Titel Wenn es Nacht wird in Harlem (Text Gisela Zimber; Dezember 1967) gesungen. Damit kam Manuela bis auf Platz 16 in den deutschen Charts. Weitere Fassungen stammen von Art Garfunkel (LP Lefty; März 1988) und Bette Midler (Dezember 1979). Barbara Mandrell veröffentlichte am 24. September 1991 eine Country-Version. Das Lied erreichte Platz 54 in der Liste der 500 Greatest Songs of All Time des Rolling Stone Magazins.
Als ab 30. November 1993 die kolumbianische Telenovela Café con aroma de mujer („Kaffee mit Frauenaroma“) über einen Kaffeeplantagenarbeiter ins Fernsehen kam, war nach 160 Episoden die spanische Fassung von When a Man Loves a Woman in ganz Lateinamerika auf Rang 1 der Hitparaden. Im gleichnamigen Kinofilm (When a Man Loves a Woman – Eine fast perfekte Liebe; US-Premiere: 29. April 1994) kommt die Originalaufnahme von Percy Sledge vor.